# Avroult
Avroult település Franciaországban, Pas-de-Calais megyében. Lakosainak száma 541 fő (2022. január 1.). Avroult Ouve-Wirquin, Merck-Saint-Liévin, Saint-Martin-d’Hardinghem, Cléty és Dohem községekkel határos.

## Népesség
A település népességének változása:
| Lakosok száma | 586  | 599  | 610  | 607  | 610  | 619  | 593  | 567  | 541  |
|               | 2013 | 2015 | 2016 | 2017 | 2018 | 2019 | 2020 | 2021 | 2022 |